# Pollenia flavicans
Pollenia flavicans är en tvåvingeart som först beskrevs av Carl Ludwig Doleschall 1858.  Pollenia flavicans ingår i släktet vindsflugor, och familjen spyflugor. Inga underarter finns listade i Catalogue of Life.